# 14
Aquesta pàgina és per a l'any. Per al nombre, vegeu catorze.

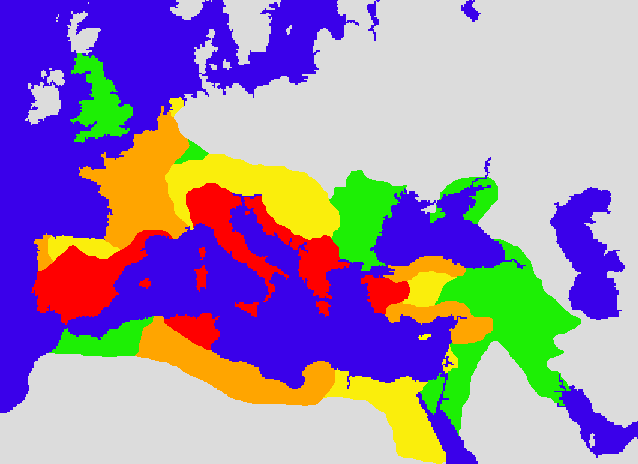
Mapa de l'Imperi Romà a l'any 133 AC (vermell), 44 AC (taronja), 14 DC (groc), and 117 D (verd).

## Esdeveniments
- Tiberi succeeix a August com a emperador de Roma.
- Revoltes a Germània per part de les legions romanes després de la mort d'August.[1]
- El cens de població està al voltant de 4.973.000 ciutadans romans.[2]
- Divinització d'August.[3]
- Insurreccions a Àfrica.
- Fam a la Xina. Els pagesos esdevenen caníbals.[4]

## Necrològiques
- 19 d'agost - Cèsar August, primer emperador de l'Imperi Romà.[5]